# 韋塞萊 (茲米伊夫市鎮)
49°34′44″N 36°8′24″E / 49.57889°N 36.14000°E
韋塞萊（烏克蘭語：Веселе）是位於烏克蘭東部的村莊，由哈爾科夫州丘胡伊夫区的茲米伊夫市鎮負責管轄。該村始建於1689年，面積0.04平方公里，海拔高度185米，2001年人口4，人口密度每平方公里95.2人。